# Technicolour
"Technicolour" é uma canção da cantora e compositora australiana Montaigne. A música representou a Austrália no Festival Eurovisão da Canção 2021, em Roterdão, nos Países Baixos, após ter sido selecionada internamente pela emissora nacional Special Broadcasting Service (SBS). Montaigne coescreveu a canção com o compositor e produtor Dave Hammer. A cantora afirmou que a música "dá vontade de chorar, de dançar e de enfrentar um poder corporativo maligno". A canção não se qualificou para a final.

## Festival Eurovisão da Canção

### Seleção interna
A 2 de abril de 2020, a SBS anunciou a cantora e compositora australiana Montaigne como a representante do país para o Festival Eurovisão da Canção 2021.